# Мариинск (Свердловская область)
Мариинск — село в муниципальном округе Ревда Свердловской области России.

## География
Мариинск расположен на левом берегу реки Ревды, напротив впадения в неё левого притока — реки Далеки. В селе расположена полуразрушенная Мариинская деревянная плотина длиной 130—135 саженей (около 300 метров), которая образует на Ревде Мариинский пруд. До окружного центра — города Ревды — 23 километра, до областного центра — города Екатеринбурга — 70 километров.

## История
Датой основания села называется 1783 год, а насчёт даты постройки Мариинский завод существует несколько версий. Две основные — 1809 и 1840 года. В случае версии с 1840 годом указывается также этимология названия — завод возможно назван в честь владелицы Ревдинских заводов — Марии Денисовны Демидовой. Завод занимался переделкой железа поставляемого с Ревдинского завода.
В 1873 году при Мариинском заводе насчитывалось 102 двора, где проживало 226 мужчин и 258 женщин. Там располагались вальцовая, кричная, пудлинговая и 2 сварочные фабрики, а также кузница.
К 1860-70 годам предприятие накопило долги, и в 1870 годы завод был выставлен на торги (в составе Ревдинского), на которые никто не явился. За последующие 40 лет завод несколько раз менял владельцев и в итоге был закрыт в 1914 году. 17 марта 1918 года предприятие было национализировано, а из-за больших разрушений во время гражданской войны восстановление завода было признано невыгодным.
Ранее село было центром Мариинского сельсовета. 1 ноября 1935 года сельсовет был подчинён горсовету Ревды. 18 ноября 1954 года к Мариинскому сельсовету был присоединён Красноярский. Сельсовет упразднён с присвоением Ревдинскому району статуса городского округа 31 декабря 2004 года.
21 мая 2013 года была освящена новая церковь во имя Святого Великомученика Георгия Победоносца.

## Население
| 1873 | 2002 | 2010 | 2021 |
| ---- | ---- | ---- | ---- |
| 484  | ↗616 | ↘580 | ↘249 |

## Инфраструктура
В Мариинске есть средняя общеобразовательная школа № 13 и церковь.